# Claude Lamoral, 3.º Príncipe de Ligne
Claude Lamoral de Ligne, Príncipe de Ligne (Belœil, 8 de outubro de 1618 — Madri, 21 de dezembro de 1679) foi um nobre, militar e diplomata belga a serviço de Filipe IV e Carlos II da Espanha.

## Biografia
Ele sucedeu seu irmão Albert Henri (1615-1641) como terceiro Príncipe de Ligne. Em 1642, Claude Lamoral desposou a viúva de seu irmão, Claire Marie de Nassau-Siegen, condessa de Nassau (Bruxelas, outubro de 1621 - Belœil, 2 de setembro de 1695). 
Ligne também deteve, entre outros, os títulos de Príncipe de Epinoy, Marquês de Roubaix e Conde de Fauquemberg. Foi também um Príncipe do Sacro Império Romano Germânico, Grande da Espanha e um cavaleiro da Ordem do Tosão de Ouro (1646). 
Entre 1649 e 1669, tornou-se Capitão General da Cavalaria espanhola em Flandres, que era a terceira maior posição militar depois de Capitão General e de Governador das Armas. Em 1660, representou com grande dignidade o rei espanhol na corte de Carlos II da Inglaterra. Foi vice-rei de Sicília (1670-1674), tendo se preocupado em fortificar a costa para defendê-la de piratas e de turcos, que capturavam e escravizavam a população. Depois foi nomeado governador do ducado de Milão (1674-1678).
Claude Lamoral foi o responsável pelo aumento de sua propriedade, o Castelo de Beloeil, e de seus jardins, que estão parcialmente abertos ao público hoje.